# Svarvadardalssagan

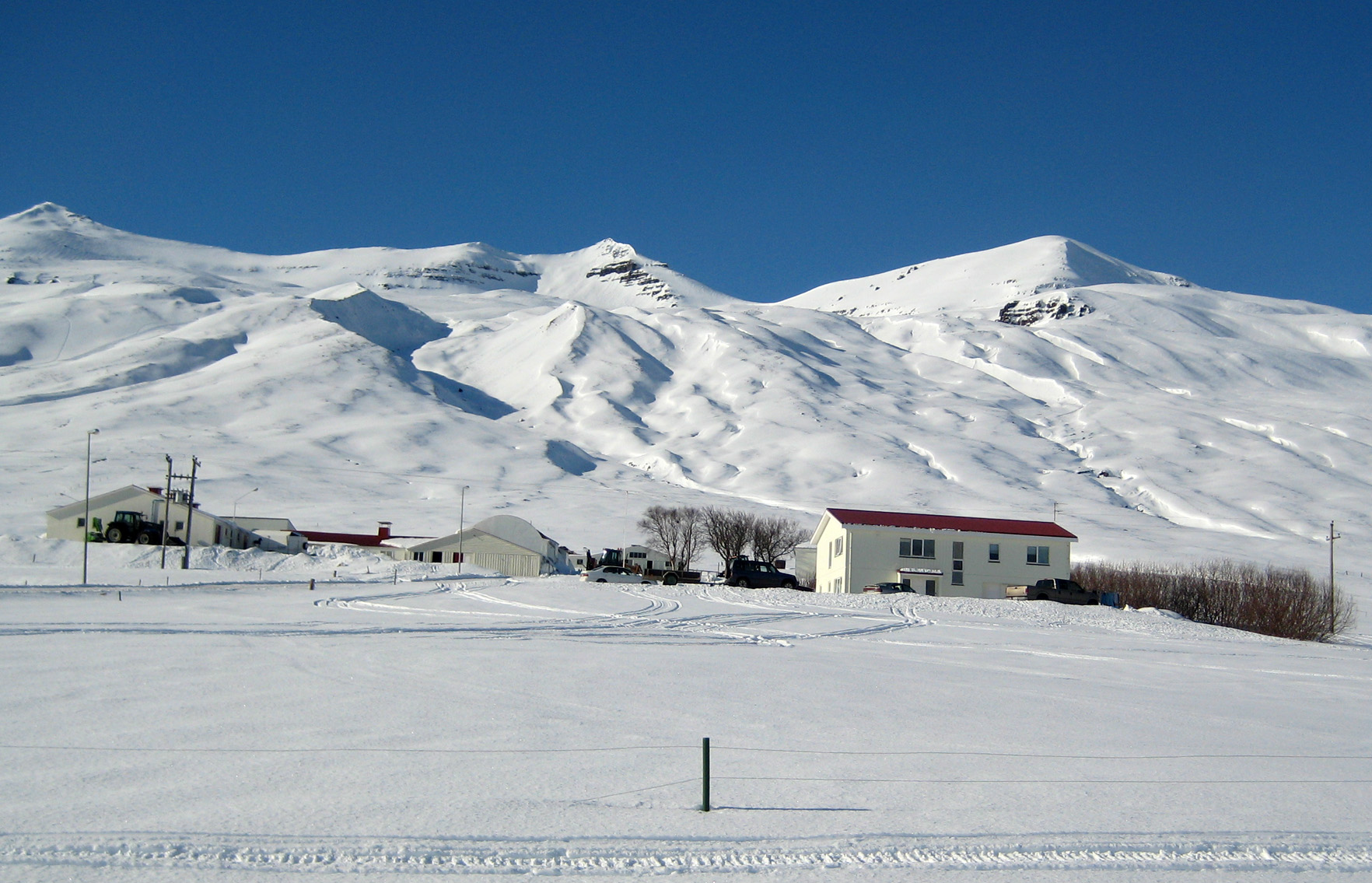
Grund i Svarfaðardal, Torstein Svarvads landnamnsmark.

Svarvadardalssagan (Ohlmarks: Svarvdölasagan, isl. Svarfdæla saga) är en av islänningasagorna. Den utspelar sig i Svarvadardalen, som är en liten trång dalbygd, gränsande till Eyjafjordsdalen, på norra Island. Handlingen utspelar sig på 900-talet innan kristendomens införande.

## Handling
Sagan berättar om koloniseringen av Svarvadardalen. Den återger strider och uppgörelser mellan olika släkter i samband därmed. Sagan spänner över tre generationer och börjar i Norge. Först berättas om landnamnsmannen Torstein Svarvad, vars far levde under Harald Hårfager. Torstein utför stora hjältedåd och gifter sig med götajarlen Herröds vackra dotter. De får två söner, varav en blir jarl i Götland. Den yngre, Karl den röde, flyttar till Island tillsammans med Torstein. Den största delen av sagan berättar om Karl den rödes strider med bygdens hövding, Ljotolf gode. Den sista delen av sagan handlar om Karl den rödes son, Karl omäle, och den sistnämndes öden, resor och till slut försoning med Ljotolf och hans son Valla-Ljot.

## Tillkomst, manuskript och översättning
Den första Svarvadardalssagan skrevs under första delen av 1200-talet, och nämns i Landnamsboken. Den versionen har förlorats, och den som nu finna är skriven i början av 1300-talet. Den finns enbart i pappershandskrifter, och flera kapitel av den ursprungliga sagan är försvunna. Sagan trycktes först i Köpenhamn år 1830, som en del av Íslendinga sögum II. bindi.
Sagan är översatt till svenska av Åke Ohlmarks (1964).